# Linda Smith

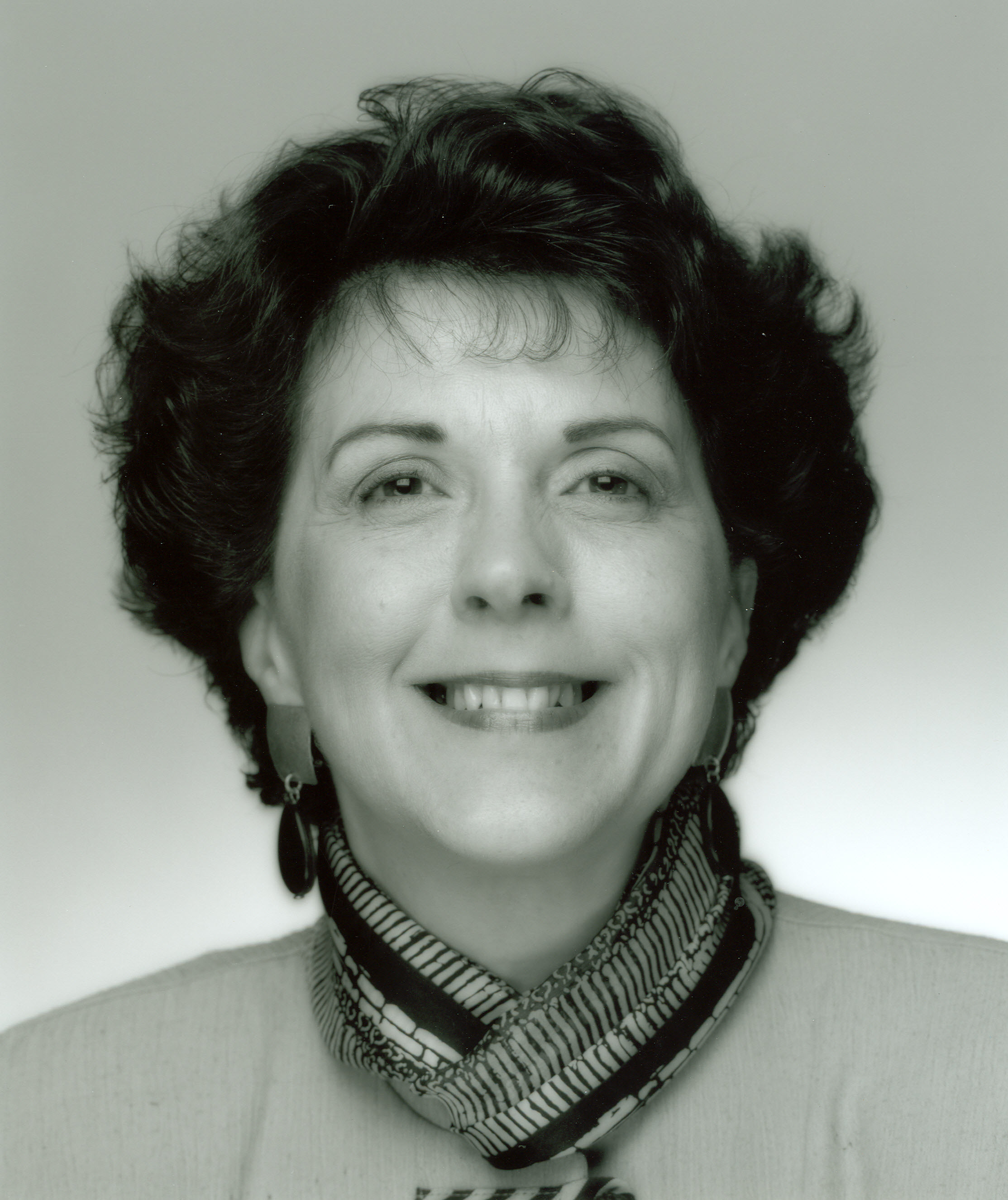
Linda Smith

Linda Smith, född den 16 juli 1950 i La Junta, Colorado är en amerikansk republikansk politiker som representerade Washingtons tredje kongressdistrikt i representanthuset 1995-1999 och som därefter engagerat sig i barn- och kvinnofrågor genom organisationen Shared Hope International. Ett område som hon engagerat sig särskilt i är trafficking och sexslaveri.